# Velký kamenný most (Moskva)
Velký kamenný most (rusky Большой Каменный мост, Bolšoj Kamennij most) je moskevský most přes řeku Moskvu, nacházející se v bezprostřední blízkosti Moskevského Kremlu. Současná podoba mostu pochází z roku 1938.